# Roitelet huppé
 (septembre 2008).
Si vous disposez d'ouvrages ou d'articles de référence ou si vous connaissez des sites web de qualité traitant du thème abordé ici, merci de compléter l'article en donnant les références utiles à sa vérifiabilité et en les liant à la section « Notes et références ».
Regulus regulus
Espèce
Synonymes
- Motacilla regulus Linné, 1758 (désuet)

Répartition géographique
- aire de nidification
- résidence permanente
- aire d'hivernage

Statut de conservation UICN

 LC  : Préoccupation mineure
Le Roitelet huppé (Regulus regulus) est une petite espèce de passereaux de la famille des Regulidae. 

## Historique et dénomination
L'espèce Regulus regulus a été décrite par le naturaliste suédois Carl von Linné en 1758 , sous le nom initial de Motacilla Regulus.

## Description

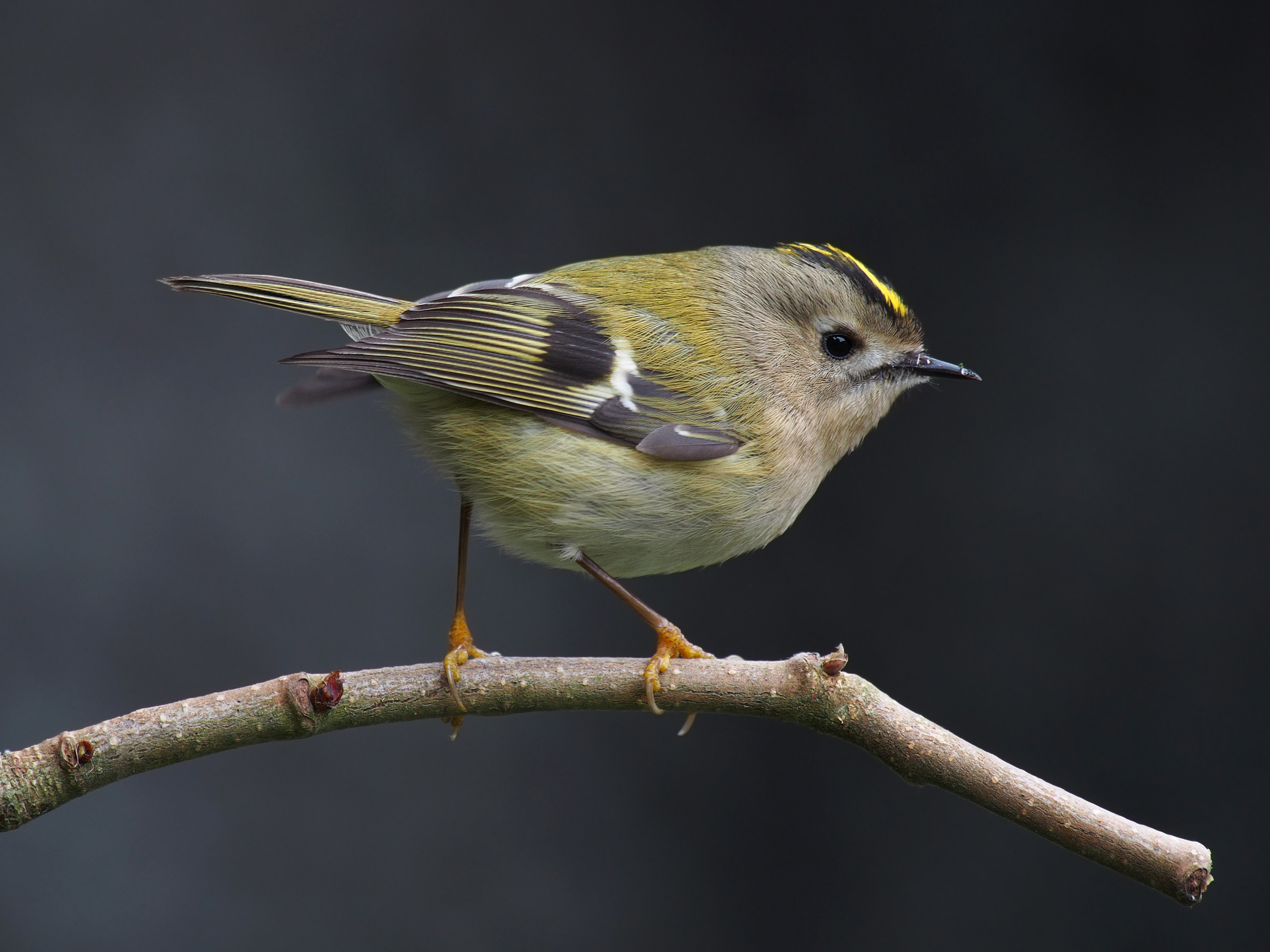
Une femelle.

Le Roitelet huppé est un des plus petits oiseaux d'Europe avec une taille de 9 cm environ et un poids de 4 à 7 grammes. Le bec est noir, fin et pointu. Les pattes brun clair ont des doigts puissants permettant à l'oiseau de se tenir la tête en bas quand il se nourrit. Le plumage est jaune-vert dans sa partie supérieure, les ailes plus noirâtres ont deux raies blanches, le mâle a une calotte jaune et orange en son centre, elle est bordée d'un trait noir, celle de la femelle est jaune pur. Les plumes de la tête forment un diadème qui a donné son nom au Roitelet, elles se hérissent en cas d'excitation.

### Espèces similaires
On confond aisément Regulus regulus avec le Roitelet triple-bandeau (Regulus ignicapillus), mais ce dernier s'en distingue par des couleurs plus vives, une raie blanche au-dessus de l'œil alors que le roitelet huppé a l'œil cerné d'un rond blanc, et par son chant.

## Reproduction
Le Roitelet a deux couvées par an, au printemps. Il niche tout en haut des conifères, les deux partenaires y construisent un nid suspendu avec de la mousse et des lichens liés par des fils de cocons d'insectes ou de toiles d'araignées, c'est un véritable réservoir thermique grâce aux plumes et crins qui le tapissent. La femelle est trop petite pour couvrir tous les œufs (7 à 11) qu'elle y pond, elle couve de 12 à 16 jours puis les deux parents participent à l'élevage à base de larves d'insectes et de petites araignées; 15 à 17 jours après l'éclosion, les jeunes commencent à voler, les parents les nourrissent encore une quinzaine de jours et commencent à préparer la prochaine couvée alors qu'ils nourrissent toujours la première. La femelle peut même pondre sa seconde couvée avant que la première ait quitté le nid!

## Nourriture
Le Roitelet se nourrit essentiellement d'insectes et d'araignées, ses besoins deviennent énormes en période de migration; constamment en mouvement, son poids lui permet d'atteindre les rameaux les plus fins. Il inspecte branches et rameaux de conifères, en hauteur de préférence, au besoin, il descend et cherche sa nourriture même au sol mais ne consomme que ce qui est visible, y compris des graines, sans chercher à soulever les feuilles ou à fouiller les écorces qu'il se contente de sonder. Par temps chaud, il peut aussi cueillir la nourriture en voletant, sans se poser. La quantité consommée varie de 7-9 g au double ou au triple en période froide ou lors des migrations.

## Répartition et sous-espèces
Selon la classification de référence du Congrès ornithologique international (14.2, 2025) il se répartit en 14 sous-espèces :
- Regulus regulus regulus (Linné, 1758) — Europe et ouest de la Sibérie ;
- Regulus regulus teneriffae Seebohm, 1883 — La Gomera et Ténérife (îles Canaries) ;
- Regulus regulus ellenthalerae Päckert, Dietzen, Martens, Wink & Kvist, 2006 — El Hierro et La Palma autrefois considéré comme le Roitelet de Teneriffe ;
- Regulus regulus azoricus Seebohm, 1883 — São Miguel (Açores) ;
- Regulus regulus sanctaemariae Vaurie, 1954 — Santa Marta ;
- Regulus regulus inermis Murphy & Chapin, 1929 — Flores et centre des Açores ;
- Regulus regulus buturlini Loudon, 1911 — Crimée, Anatolie et Caucase ;
- Regulus regulus hyrcanus Zarudny, 1910 — sud-est de l'Azerbaïdjan et nord de l'Iran ;
- Regulus regulus coatsi Sushkin, 1904 — centre-sud de la Sibérie ;
- Regulus regulus tristis Pleske, 1892 — monts Tian ;
- Regulus regulus himalayneis Bonaparte, 1856 — ouest de l'Himalaya ;
- Regulus regulus sikkimensis Meinertzhagen & A. Meinertzhagen, 1926 — de l'est de l'Himalaya au centre-nord de la Chine ;
- Regulus regulus yunnanensis Rippon, 1906 — centre-sud de la Chine et nord-est de la Birmanie ;
- Regulus regulus japonensis Blakiston, 1862 — Manchourie, Corée et Japon.

## Galerie

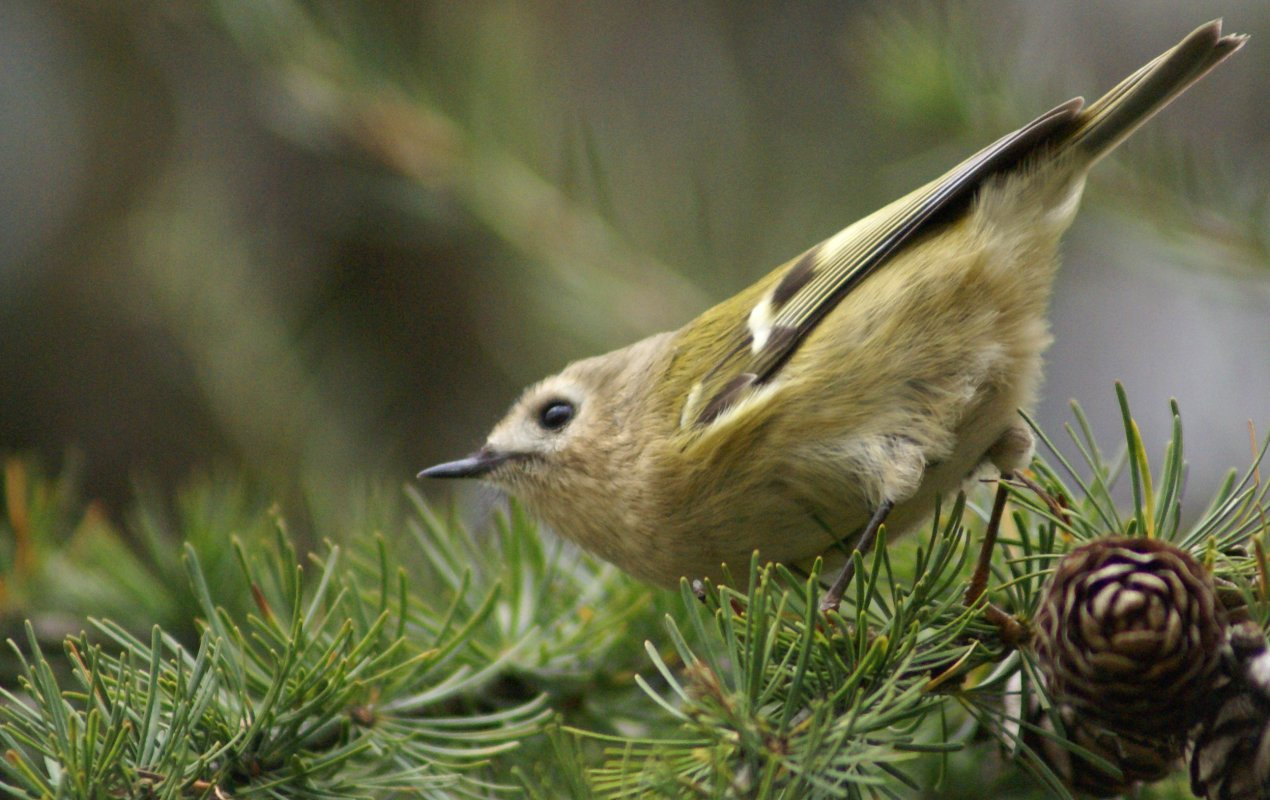
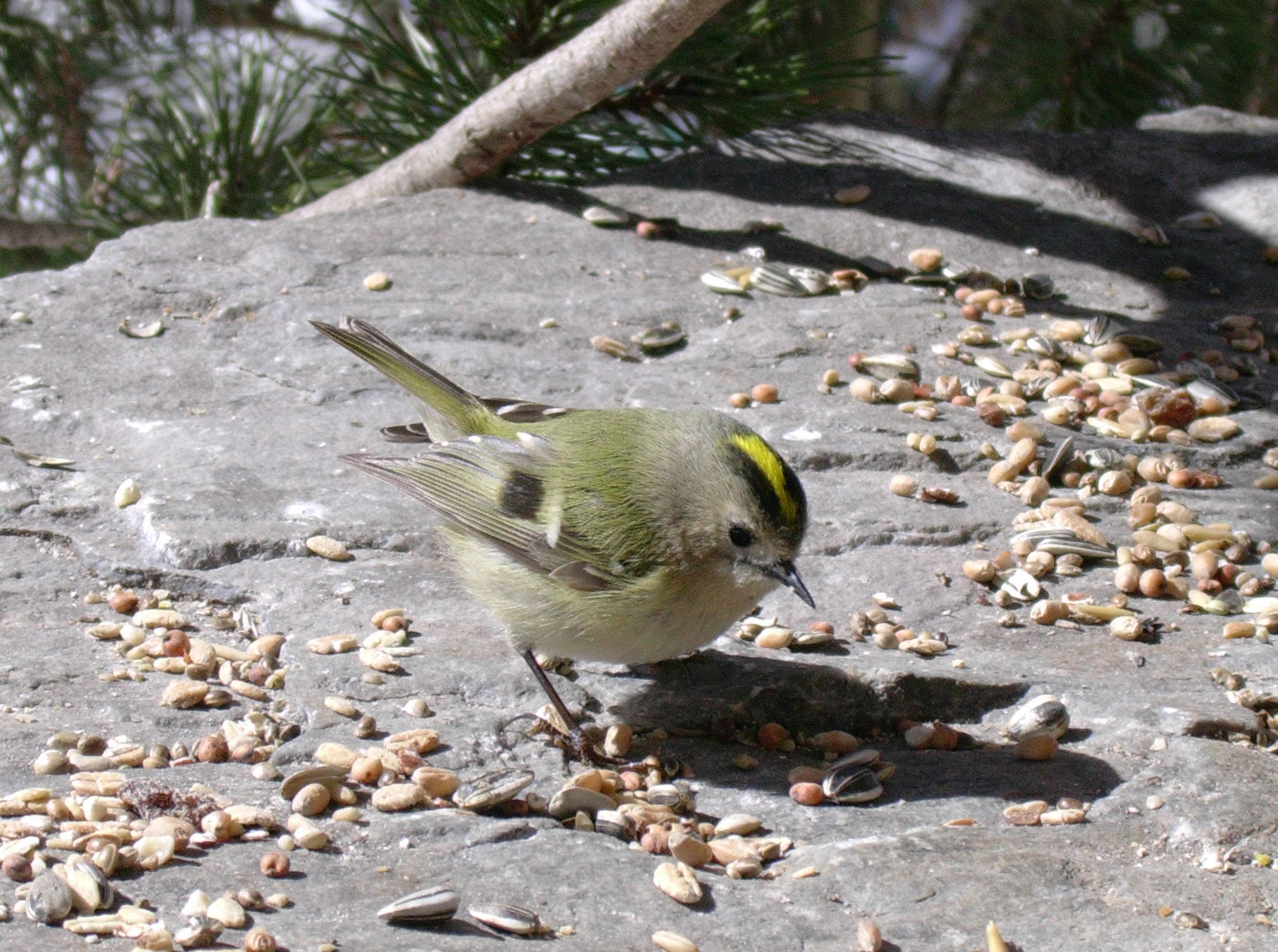
..mangeant des graines
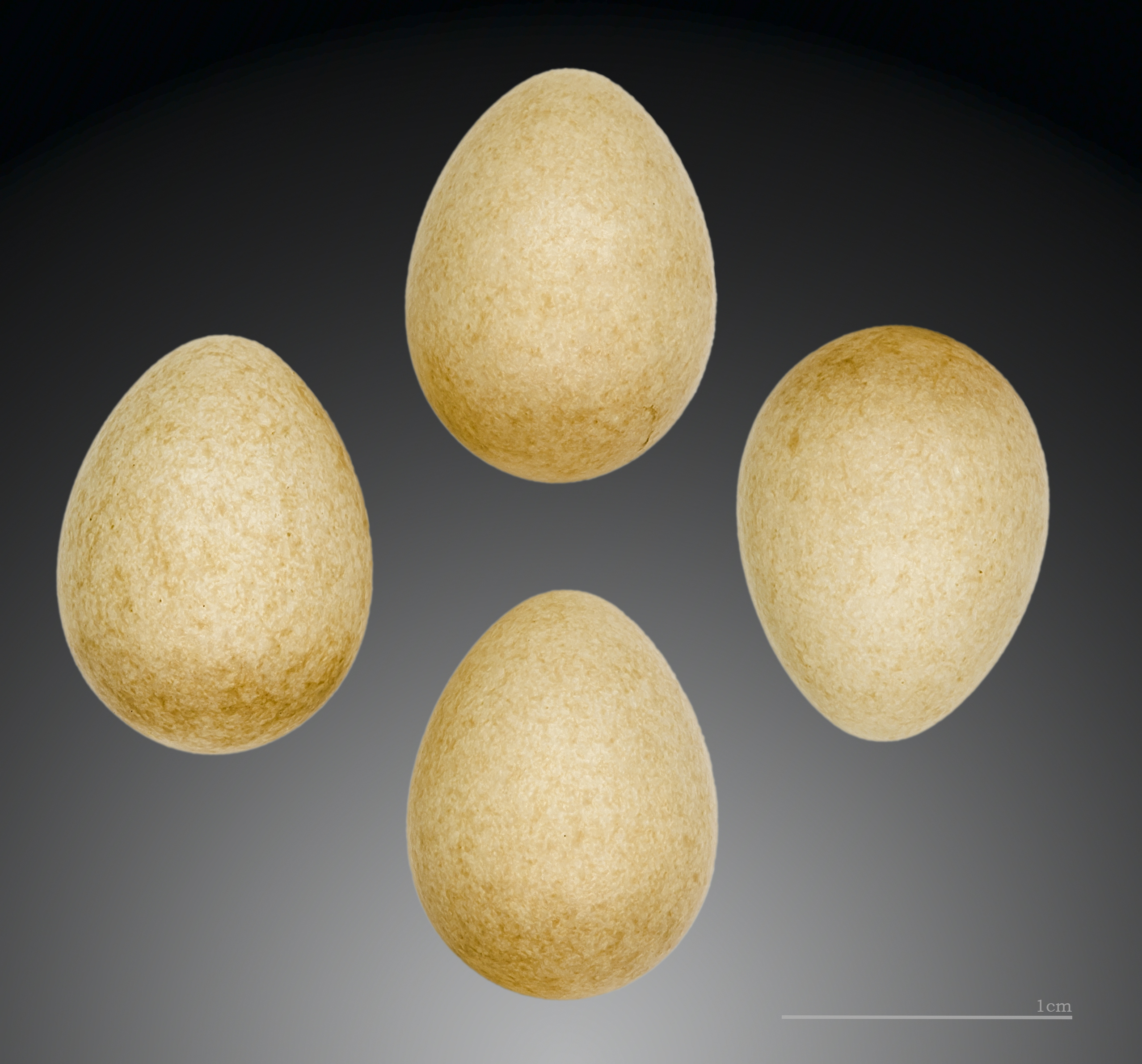
Œufs de Regulus regulus regulus  - MHNT.